# VDG Weimar
Der VDG Weimar (Verlag und Datenbank für Geisteswissenschaft) ist ein 1992 von Bettina und Achim Preiß in Alfter bei Bonn gegründeter, auf geisteswissenschaftliche Fachliteratur spezialisierter Verlag, der seit 1994 in Weimar, seit 2002 in Kromsdorf ansässig ist. Der Verlag ist auch Stifter des 2002 entstandenen Eselsdenkmals. Verlegerin und Inhaberin ist Bettina Preiß. Der größte Teil des Programms besteht aus Forschungsliteratur mit dem Schwerpunkt auf Kunst- und Architekturgeschichte. Neben der  klassischen Buchherstellung ist die Speicherung der Titel in einer Volltextdatenbank und der Vertrieb der Inhalte als PDF-Download Teil des Angebots. An den Verlag schließt sich seit 2000 das Portal Kunstgeschichte an. Dieses Online-Magazin mit einer inhaltlichen Ausrichtung auf Kunst und Kunstgeschichte wird redaktionell betreut. Der VDG Verlag ist Mitglied beim Arbeitskreis kleiner unabhängiger Verlage (AKV). Der Verlag ist mittlerweile Teil der Verlagsgruppe arts + science weimar GmbH, zu der neben dem Jonas Verlag als Imprint (seit 2016) auch der Bauhaus-Universitätsverlag (seit 2014) gehört.